# Veronicastrum tubiflorum
Veronicastrum tubiflorum là một loài thực vật có hoa trong họ Mã đề. Loài này được (Fisch. & C.A. Mey.) H. Hara miêu tả khoa học đầu tiên năm 1940.